# Benjamin Graham
Benjamin Graham (Londen, 8 mei 1894 - 21 september 1976) was een Amerikaanse econoom en vermogensbeheerder. Hij is samen met David Dodd de grondlegger van wat later Waardebeleggen zou worden genoemd. Hij was professor van miljardair Warren Buffett, die hem beschouwt als de belangrijkste man in zijn leven na zijn vader.
Graham was van Joodse afkomst en kreeg bij zijn geboorte de naam Grossbaum. Zijn familie verhuisde van Londen naar New York toen hij één jaar oud was. Tijdens de Eerste Wereldoorlog veranderde de familie de achternaam in Graham, omdat een Duitse achternaam argwaan wekte. Zijn vader was handelaar in Chinees porselein en het gezin leefde aanvankelijk in grote rijkdom. Hij overleed echter voortijdig en het gezin kwam in armoede terecht. Graham voelde de noodzaak om goed te presteren. Hij won tijdens een olympiade een opleiding op Columbia University. Tijdens zijn studie bleek hij een academische uitblinker en werd hij gevraagd voor docentschap op de faculteit. Dit sloeg hij af en koos voor een baan op Wall Street. Later zou hij terugkeren als professor.
In 1934 publiceerde hij samen met David Dodd het boek Security Analysis, dat tot op de dag van vandaag wordt beschouwd als een van de belangrijkste boeken voor investeerders. Hij maakt in dit werk onderscheid tussen investeren en speculeren. In 1949 volgde zijn andere standaardwerk The Intelligent Investor. In dit boek pleit hij voor het concept van de veiligheidsmarge, die een systematische onderwaardering vraagt van aandelen voordat zij worden gekocht. Bij het selecteren van aandelen adviseert hij aankoop op twee derde van de boekwaarde van een aandeel als bescherming tegen grote verliezen op de beurs, welke met regelmaat voorkomen.
Graham maakte onderscheid tussen de passieve investeerder en de actieve investeerder. De passieve investeerder steekt niet veel tijd in het selecteren van bedrijven en koopt daarom alleen solide bedrijven met een stabiele winstgevendheid voor de lange termijn. De actieve investeerder steekt meer tijd in het zoeken naar ondergewaardeerde aandelen en kan daarom een hoger rendement op zijn investeringen verwachten.  
Benjamin Graham was voorstander van investeren op basis van onderzoek en analyse. Voorzichtigheid en gedegen bedrijfseconomisch onderzoek waren zijn handelsmerken. Hij definieerde investeren als een op een diepgaande analyse gebaseerde operatie die streeft naar behoud van het vermogen en een degelijk rendement. Elke operatie die niet aan deze criteria voldoet, schaarde Graham onder speculeren. Naar verluidt heeft hij zo'n grote afkeer van speculeren, omdat Grahams moeder teneinde rond te komen geld leende om aandelen te handelen. Tijdens de aandelencrash van 1907 verdampte het geld en kwam het gezin in de schulden terecht. Speculeren is volgens Graham een vorm van gokken, waar investeren een vorm van wetenschap is.
In zijn theorie maakte Graham gebruik van Mister Market als metafoor voor de irrationele beurzen. Soms was Mister Market euforisch, hij hield dan alleen rekening met positief nieuws over zijn aandelen, die hij eigenlijk niet wilde verkopen maar die hij uit loyaliteit met de beleggers toch maar aanbood. Uit angst dat iemand ze daadwerkelijk zal kopen vraagt hij een veel te hoge prijs. Maar soms is Mister Market depressief en dan wil hij helemaal geen aandelen hebben. Als hij in die gemoedstoestand verkeert dan biedt hij absurd laag om zijn aandelen maar te kunnen verkopen. Graham leerde zijn studenten hoe zij Mister Market te slim af konden zijn. Dat kon volgens Graham door analyse van zijn gedrag en vervolgens gebruik te maken van zijn emoties.
Benjamin Graham verdiende goed met zijn beleggingsfonds. Hij gaf zijn geld graag uit aan auto's en hij hield er een onrustig huwelijksleven op na. Hij trouwde drie keer. In 1929 raakte Graham echter volledig geruïneerd. Hij kwam die periode ruimschoots te boven en zag de ervaring vervolgens als een leerzame tijd in zijn leven.
- Bibsys: 90140450
- Bibliothèque nationale de France: cb12397611t (data)
- Catàleg d'autoritats de noms i títols de Catalunya: 981058601613006706
- CiNii: DA02794674
- Gemeinsame Normdatei: 119431785
- International Standard Name Identifier: 0000 0001 0859 9722
- Library of Congress Control Number: n50034649
- Nationale Bibliotheek van Letland: 000249337
- MusicBrainz: b36a794a-4283-4f84-979c-99519cac2d35
- Bibliotheek van het Japanse parlement: 00522112
- Nationale Bibliotheek van Tsjechië: mzk2007400990
- Nationale Bibliotheek van Israël: 987007261792105171
- Nationale Bibliotheek van Polen: a0000001041589
- Nederlandse Thesaurus van Auteursnamen: 070817901
- Istituto Centrale per il Catalogo Unico: UBOV108468
- SNAC: w6kp8zjs
- Système universitaire de documentation: 033072663
- Virtual International Authority File: 109976731
- WorldCat: E39PBJhddFQKTfhKqYfJWFgR8C